# جبهه دموکراتیک برای آزادی فلسطین
جبهه دموکراتیک برای آزادی فلسطین (به عربی: الجبهة الدیموقراطیة لتحریر فلسطین) سازمان مارکسیست لنینیست سیاسی و نظامی فلسطینی است که در سال ۱۹۶۹ با انشعاب از جبهه خلق برای آزادی فلسطین تأسیس شد.
دبیرکل این سازمان از ابتدا تاکنون نایف حواتمه بوده است و به عنوان یک عضو سازمان آزادی‌بخش فلسطین (ساف) فعالیت می‌کنند. این سازمان معتقد است که آزادی فلسطینیان فقط از طریق یک انقلاب توده‌ای محقق خواهد شد.

## تاریخچه

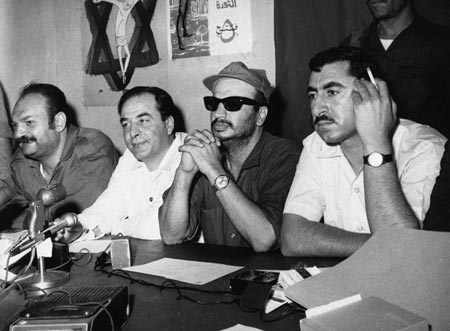
نایف حواتمه رهبر سازمان نفر اول از راست در کنار یاسر عرفات و کمال ناصر در یک نشست خبری، ۱۹۷۰ در عمان، اردن

دلیل جدایی این گروه از جبهه خلق برای آزادی فلسطین، اختلاف در مورد اهمیت و اولویت فعالیت سیاسی و ایدئولوژیکی نسبت به مبارزه نظامی و عملیات‌های مسلحانه بود. جناح چپ‌گرای سازمان به رهبری نایف حواتمه در سال ۱۹۶۹ به این دلیل که رویکرد سازمان را بیش از حد نظامی می‌دانست، از گروه جدا شد و جبهه دموکراتیک برای آزادی فلسطین را تأسیس کرد. این درحالی بود که یک سال پیش احمد جبرئیل فرمانده شاخه نظامی سازمان به دلیلی برعکس یعنی اولویت دادن به فعالیت‌های نظامی از سازمان خارج شده و گروهی نظامی را تشکیل داده بود.
در مه و ژوئن همین سال لیگ چپ‌گرای فلسطین و جبهه خلق برای آزادی فلسطین به این گروه پیوستند و جبهه دموکراتیک به سرعت به عنوان یک گروه روشنفکری که وضعیت خاورمیانه را با ایده‌های مارکسیستی تبیین می‌کرد شهرت یافت. نظریه‌پرداز مهم حزب یاسر عبد ربه بود.
این سازمان در دههٔ ۱۹۷۰ چندین بمب‌گذاری و حملهٔ نسبتاً کوچک را علیه اهداف اسرائیلی، هم در خود اسرائیل و هم در مناطق اشغالی، ترتیب داد. بزرگ‌ترین آن‌ها در سال ۱۹۷۴ رخ داد که اعضای این گروه با لباس سربازان اسرائیلی به داخل یک مدرسه نفوذ کرده و با تیراندازی ۲۷ نفر را کشته و ۱۳۴ نفر را مجروح کردند.
عملیات‌های این سازمان پس از آن نیز ادامه یافت و جبهه دموکراتیک شاهد رشد مداومی در تعداد اعضای خود بود. در ۱۹۷۸ به‌طور موقت به مخالفان عرفات در جبهه رفض پیوسته و از کمیته اجرایی ساف خارج شد. آن‌ها با سیاست مذاکره با اسرائیل کمیته اجرایی ساف به رهبری یاسر عرفات مخالف بودند.
جبهه دموکراتیک از ۱۹۸۸ به این سو فعالیت نظامی خود را به شدت کاهش داده و آن را به حملات گاه‌وبیگاه مرزی محدود کرده است.
در سال ۲۰۰۵ تیسیر خالد به عنوان کاندیدای این سازمان برای تصاحب پست ریاست تشکیلات خودگردان فلسطین ۳٫۳۵٪ آراء را به دست آورد. در انتخابات ۲۰۰۶ مجلس فلسطین نیز این حزب در ائتلاف با اتحادیه دموکراتیک فلسطین و حزب مردم فلسطین با فهرست البدیل در انتخابات شرکت کرد که موفق به کسب ۲٫۸٪ آراء و دو کرسی در مجلس شد.
جبهه دموکراتیک به‌طور سنتی سومین سازمان بزرگ در سازمان آزادی‌بخش فلسطین، پس از فتح و جبهه مردمی برای آزادی فلسطین، به‌شمار می‌رود.

## دیدگاه
هدف جبهه دموکراتیک برای آزادی فلسطین ایجاد یک فلسطین دموکراتیک مردمی است که اعراب و یهودیان بدون نزاع با یکدیگر در آن زندگی کنند. کشوری بی‌طبقه و بدور از تبعیض ملی که در آن اعراب و یهودیان هر دو فرهنگ ملی خود را پاس دارند.
دیدگاه سیاسی اصلی سازمان بر این مبنا استوار است که اهداف ملی فلسطینیان را می‌توان از طریق یک انقلاب توده‌ای و جنگی مردمی پیگیری کرد که به سرعت با دیدگاهی میانه‌روانه‌تر جایگزین شود و از قدرت گرفتن نیروهای افراطی و درگیری‌های نظامی جلوگیری شود.

## روابط خارجی
جبهه دموکراتیک برای آزادی فلسطین از سوی دولت ایالات متحده آمریکا یا سازمان ملل یا اتحادیه اروپا به عنوان گروه تروریستی شناخته نمی‌شود.
حمایت‌های مالی و نظامی مختصری را از سوریه و لیبی دریافت می‌کند و عمدتاً در سوریه، لبنان و مناطق فلسطینی‌نشین فعال است. نایف حواتمه، رهبر سازمان و بیشتر اعضای شورای مرکزی نیز در سوریه زندگی می‌کند.